# Élections législatives de 1967 en Moselle
Les élections législatives françaises de 1967 se déroulent les 5 et 12 mars 1967.  Dans le département de la Moselle, huit députés sont à élire dans le cadre de huit circonscriptions.

## Élus
| Circonscription | Député sortant       | Parti | Parti   | Député élu ou réélu | Parti | Parti   |
| --------------- | -------------------- | ----- | ------- | ------------------- | ----- | ------- |
| 1re             | Raymond Mondon       |       | RI      | Raymond Mondon      |       | RI      |
| 2e              | Joseph Schaff        |       | MRP     | Joseph Schaff       |       | CD      |
| 3e              | Jean-Louis Gasparini |       | UNR-UDT | César Depietri      |       | PCF     |
| 4e              | Maurice Schnebelen   |       | RI      | Maurice Schnebelen  |       | RI      |
| 5e              | Julien Schvartz      |       | UNR-UDT | Julien Schvartz     |       | UD-Ve   |
| 6e              | Jean Coumaros        |       | UNR-UDT | Jean Coumaros       |       | UD-Ve   |
| 7e              | Étienne Hinsberger   |       | UNR-UDT | Étienne Hinsberger  |       | UD-Ve   |
| 8e              | Henri Karcher        |       | UNR-UDT | Georges Thomas      |       | Modérés |

## Résultats

### Résultats à l'échelle du département
| Parti                                                 | Parti                                                 | Parti                                          | Premier tour | Premier tour | Second tour | Second tour | Sièges |
| Parti                                                 | Parti                                                 | Parti                                          | Voix         | %            | Voix        | %           | Sièges |
| ----------------------------------------------------- | ----------------------------------------------------- | ---------------------------------------------- | ------------ | ------------ | ----------- | ----------- | ------ |
|                                                       |                                                       | Union des démocrates pour la Ve République     | 112 046      | 28,51        | 77 127      | 26,94       | 3      |
|                                                       | Républicains indépendants                             | 48 497                                         | 12,34        | 51 785       | 18,08       | 2           |        |
|                                                       | Divers droite (gaulliste)                             | 16 477                                         | 4,19         | Retrait      | Retrait     | 0           |        |
| Total Union des républicains de progrès               | Total Union des républicains de progrès               | 177 020                                        | 45,04        | 128 912      | 45,02       | 5           |        |
|                                                       |                                                       | Centre démocrate                               | 80 117       | 20,38        | 47 081      | 16,44       | 1      |
| Total Progrès et démocratie moderne                   | Total Progrès et démocratie moderne                   | 80 117                                         | 20,38        | 47 081       | 16,44       | 1           |        |
|                                                       | Parti communiste français                             | Parti communiste français                      | 65 024       | 16,54        | 70 954      | 24,78       | 1      |
|                                                       | Modérés                                               | Modérés                                        | 30 286       | 7,71         | 39 397      | 13,76       | 1      |
|                                                       |                                                       | Section française de l'Internationale ouvrière | 13 379       | 3,40         |             |             | 0      |
|                                                       | Parti radical                                         | 3 884                                          | 0,99         | 0            |             |             |        |
| Total Fédération de la gauche démocrate et socialiste | Total Fédération de la gauche démocrate et socialiste | 17 263                                         | 4,39         | 0            |             |             |        |
|                                                       | Parti socialiste unifié                               | Parti socialiste unifié                        | 18 731       | 4,77         | Retrait     | Retrait     | 0      |
|                                                       | Extrême droite                                        | Extrême droite                                 | 4 586        | 1,17         |             |             | 0      |
|                                                       |                                                       |                                                |              |              |             |             |        |
| Inscrits                                              | Inscrits                                              | Inscrits                                       | 478 796      | 100,00       | 368 919     | 100,00      | 8      |
| Abstentions                                           | Abstentions                                           | Abstentions                                    | 74 838       | 15,63        | 73 120      | 19,82       |        |
| Votants                                               | Votants                                               | Votants                                        | 403 958      | 84,37        | 295 799     | 80,18       |        |
| Blancs et nuls                                        | Blancs et nuls                                        | Blancs et nuls                                 | 10 931       | 2,71         | 9 455       | 3,2         |        |
| Exprimés                                              | Exprimés                                              | Exprimés                                       | 393 027      | 97,29        | 286 344     | 96,8        |        |

### Résultats par circonscription

#### Première circonscription (Metz-I)
| Candidat       | Candidat                     | Parti                | Premier tour | Premier tour | Second tour | Second tour |  |
| Candidat       | Candidat                     | Parti                | Voix         | %            | Voix        | %           |  |
| -------------- | ---------------------------- | -------------------- | ------------ | ------------ | ----------- | ----------- |  |
|                | Raymond Mondon sortant réélu | RI (URP)             | 31 439       | 48,11        | 31 282      | 50,37       |  |
|                | Arthur Buchmann              | PCF                  | 13 355       | 20,44        | 20 209      | 32,54       |  |
|                | Pierre Baudouin              | CD (PDM)             | 10 593       | 16,21        | 10 617      | 17,09       |  |
|                | Claude Brixhe                | PSU                  | 7 997        | 12,24        |             |             |  |
|                | Auguste Franck               | Extrême droite (REL) | 1 966        | 3,01         |             |             |  |
|                |                              |                      |              |              |             |             |  |
| Inscrits       | Inscrits                     | Inscrits             | 81 295       | 100,00       | 81 293      | 100,00      |  |
| Abstentions    | Abstentions                  | Abstentions          | 14 399       | 17,71        | 17 917      | 22,04       |  |
| Votants        | Votants                      | Votants              | 66 896       | 82,29        | 63 376      | 77,96       |  |
| Blancs et nuls | Blancs et nuls               | Blancs et nuls       | 1 546        | 2,31         | 1 268       | 2           |  |
| Exprimés       | Exprimés                     | Exprimés             | 65 350       | 97,69        | 62 108      | 98          |  |

#### Deuxième circonscription (Metz-II)
| Candidat       | Candidat                    | Parti                | Premier tour | Premier tour | Second tour | Second tour |  |
| Candidat       | Candidat                    | Parti                | Voix         | %            | Voix        | %           |  |
| -------------- | --------------------------- | -------------------- | ------------ | ------------ | ----------- | ----------- |  |
|                | Joseph Schaff sortant réélu | CD (PDM)             | 20 901       | 48,17        | 25 476      | 65,79       |  |
|                | Yves Guermont               | UD-Ve                | 12 602       | 29,04        | 13 245      | 34,21       |  |
|                | Gabriel Naumer              | PCF                  | 4 091        | 9,43         |             |             |  |
|                | Raymond Cavin               | Radical (FGDS)       | 3 884        | 8,95         |             |             |  |
|                | E. Gérard                   | Extrême droite (REL) | 1 912        | 4,41         |             |             |  |
|                |                             |                      |              |              |             |             |  |
| Inscrits       | Inscrits                    | Inscrits             | 54 388       | 100,00       | 54 371      | 100,00      |  |
| Abstentions    | Abstentions                 | Abstentions          | 9 918        | 18,24        | 13 029      | 23,96       |  |
| Votants        | Votants                     | Votants              | 44 470       | 81,76        | 41 342      | 76,04       |  |
| Blancs et nuls | Blancs et nuls              | Blancs et nuls       | 1 080        | 2,43         | 2 621       | 6,34        |  |
| Exprimés       | Exprimés                    | Exprimés             | 43 390       | 97,57        | 38 721      | 93,66       |  |

#### Troisième circonscription (Thionville-Ouest)
| Candidat       | Candidat                     | Parti                | Premier tour | Premier tour | Second tour | Second tour |  |
| Candidat       | Candidat                     | Parti                | Voix         | %            | Voix        | %           |  |
| -------------- | ---------------------------- | -------------------- | ------------ | ------------ | ----------- | ----------- |  |
|                | César Depietri élu           | PCF                  | 19 539       | 36,13        | 29 417      | 56,25       |  |
|                | Jean-Louis Gasparini sortant | UD-Ve                | 18 010       | 33,3         | 22 881      | 43,75       |  |
|                | Victor Madelaine             | PSU                  | 10 734       | 19,85        | Retrait     | Retrait     |  |
|                | Joseph Fizaine               | CD (PDM)             | 4 055        | 7,5          |             |             |  |
|                | Roger Béron                  | Modérés              | 1 040        | 1,92         |             |             |  |
|                | M. Degli Esposti             | Extrême droite (REL) | 708          | 1,31         |             |             |  |
|                |                              |                      |              |              |             |             |  |
| Inscrits       | Inscrits                     | Inscrits             | 65 875       | 100,00       | 65 868      | 100,00      |  |
| Abstentions    | Abstentions                  | Abstentions          | 10 264       | 15,58        | 11 414      | 17,33       |  |
| Votants        | Votants                      | Votants              | 55 611       | 84,42        | 54 454      | 82,67       |  |
| Blancs et nuls | Blancs et nuls               | Blancs et nuls       | 1 525        | 2,74         | 2 156       | 3,96        |  |
| Exprimés       | Exprimés                     | Exprimés             | 54 086       | 97,26        | 52 298      | 96,04       |  |

#### Quatrième circonscription (Thionville-Est)
| Candidat       | Candidat                         | Parti                     | Premier tour | Premier tour | Second tour | Second tour |  |
| Candidat       | Candidat                         | Parti                     | Voix         | %            | Voix        | %           |  |
| -------------- | -------------------------------- | ------------------------- | ------------ | ------------ | ----------- | ----------- |  |
|                | Maurice Schnebelen sortant réélu | RI                        | 17 058       | 37,1         | 20 503      | 47,03       |  |
|                | Paul Dalmar                      | Divers droite (Gaulliste) | 9 018        | 19,61        | Retrait     | Retrait     |  |
|                | René de Matteis                  | PCF                       | 8 175        | 17,78        | 12 102      | 27,76       |  |
|                | Sylvie de Sélancy                | CD (PDM)                  | 7 789        | 16,94        | 10 988      | 25,21       |  |
|                | Joseph Pellizzari                | SFIO (FGDS)               | 3 936        | 8,56         |             |             |  |
|                |                                  |                           |              |              |             |             |  |
| Inscrits       | Inscrits                         | Inscrits                  | 57 532       | 100,00       | 57 520      | 100,00      |  |
| Abstentions    | Abstentions                      | Abstentions               | 10 126       | 17,6         | 12 505      | 21,74       |  |
| Votants        | Votants                          | Votants                   | 47 406       | 82,4         | 45 015      | 78,26       |  |
| Blancs et nuls | Blancs et nuls                   | Blancs et nuls            | 1 430        | 3,02         | 1 422       | 3,16        |  |
| Exprimés       | Exprimés                         | Exprimés                  | 45 976       | 96,98        | 43 593      | 96,84       |  |

#### Cinquième circonscription (Saint-Avold)
|                | Julien Schvartz sortant réélu | UD-Ve          | 28 959 | 54,14  |  |  |  |
|                | Roger Hen                     | CD (PDM)       | 10 192 | 19,05  |  |  |  |
|                | Marcel Zieder                 | PCF            | 8 876  | 16,59  |  |  |  |
|                | Joseph Koestner               | SFIO (FGDS)    | 5 466  | 10,22  |  |  |  |
|                |                               |                |        |        |  |  |  |
| Inscrits       | Inscrits                      | Inscrits       | 64 718 | 100,00 |  |  |  |
| Abstentions    | Abstentions                   | Abstentions    | 9 319  | 14,4   |  |  |  |
| Votants        | Votants                       | Votants        | 55 399 | 85,6   |  |  |  |
| Blancs et nuls | Blancs et nuls                | Blancs et nuls | 1 906  | 3,44   |  |  |  |
| Exprimés       | Exprimés                      | Exprimés       | 53 493 | 96,56  |  |  |  |

#### Sixième circonscription (Forbach)
| Candidat       | Candidat                    | Parti                     | Premier tour | Premier tour | Second tour | Second tour |  |
| Candidat       | Candidat                    | Parti                     | Voix         | %            | Voix        | %           |  |
| -------------- | --------------------------- | ------------------------- | ------------ | ------------ | ----------- | ----------- |  |
|                | Jean Coumaros sortant réélu | UD-Ve                     | 14 539       | 32,1         | 20 254      | 45,96       |  |
|                | Jean Muller                 | Modérés                   | 8 817        | 19,47        | 14 586      | 33,1        |  |
|                | Erwin Maurer                | PCF                       | 7 501        | 16,56        | 9 226       | 20,94       |  |
|                | Louis Houpert               | Divers droite (Gaulliste) | 7 459        | 16,47        | Retrait     | Retrait     |  |
|                | Adolphe Hell                | CD (PDM)                  | 4 542        | 10,03        |             |             |  |
|                | Gabriel Mai                 | SFIO (FGDS)               | 2 433        | 5,37         |             |             |  |
|                |                             |                           |              |              |             |             |  |
| Inscrits       | Inscrits                    | Inscrits                  | 55 637       | 100,00       | 55 622      | 100,00      |  |
| Abstentions    | Abstentions                 | Abstentions               | 9 041        | 16,25        | 10 521      | 18,92       |  |
| Votants        | Votants                     | Votants                   | 46 596       | 83,75        | 45 101      | 81,08       |  |
| Blancs et nuls | Blancs et nuls              | Blancs et nuls            | 1 305        | 2,8          | 1 035       | 2,29        |  |
| Exprimés       | Exprimés                    | Exprimés                  | 45 291       | 97,2         | 44 066      | 97,71       |  |

#### Septième circonscription (Sarreguemines)
|                | Étienne Hinsberger sortant réélu | UD-Ve          | 20 815 | 52,04  |  |  |  |
|                | Jean Seitlinger                  | CD (PDM)       | 16 051 | 40,13  |  |  |  |
|                | François Kretz                   | PCF            | 1 585  | 3,96   |  |  |  |
|                | Jean Kara                        | SFIO (FGDS)    | 1 544  | 3,86   |  |  |  |
|                |                                  |                |        |        |  |  |  |
| Inscrits       | Inscrits                         | Inscrits       | 45 094 | 100,00 |  |  |  |
| Abstentions    | Abstentions                      | Abstentions    | 4 036  | 8,95   |  |  |  |
| Votants        | Votants                          | Votants        | 41 058 | 91,05  |  |  |  |
| Blancs et nuls | Blancs et nuls                   | Blancs et nuls | 1 063  | 2,59   |  |  |  |
| Exprimés       | Exprimés                         | Exprimés       | 39 995 | 97,41  |  |  |  |

#### Huitième circonscription (Sarrebourg)
| Candidat       | Candidat              | Parti          | Premier tour | Premier tour | Second tour | Second tour |  |
| Candidat       | Candidat              | Parti          | Voix         | %            | Voix        | %           |  |
| -------------- | --------------------- | -------------- | ------------ | ------------ | ----------- | ----------- |  |
|                | Georges Thomas élu    | Modérés        | 17 248       | 37,95        | 24 811      | 54,46       |  |
|                | Henri Karcher sortant | UD-Ve          | 17 121       | 37,67        | 20 747      | 45,54       |  |
|                | Michel Barthélemy     | CD (PDM)       | 5 994        | 13,19        | Retrait     | Retrait     |  |
|                | Jean-Marie Heckmann   | Modérés        | 3 181        | 7            |             |             |  |
|                | Oscar Ladurelle       | PCF            | 1 902        | 4,19         |             |             |  |
|                |                       |                |              |              |             |             |  |
| Inscrits       | Inscrits              | Inscrits       | 54 257       | 100,00       | 54 245      | 100,00      |  |
| Abstentions    | Abstentions           | Abstentions    | 7 735        | 14,26        | 7 734       | 14,26       |  |
| Votants        | Votants               | Votants        | 46 522       | 85,74        | 46 511      | 85,74       |  |
| Blancs et nuls | Blancs et nuls        | Blancs et nuls | 1 076        | 2,31         | 953         | 2,05        |  |
| Exprimés       | Exprimés              | Exprimés       | 45 446       | 97,69        | 45 558      | 97,95       |  |